# Kitgum (district)
Le district de Kitgum est un district du nord de l'Ouganda. Il est frontalier du Soudan du Sud. Sa capitale est Kitgum.

## Histoire
Dans les années 1990, la région a été dévastée par l'insurrection de l'Armée de Résistance du Seigneur et par les déplacements de population.

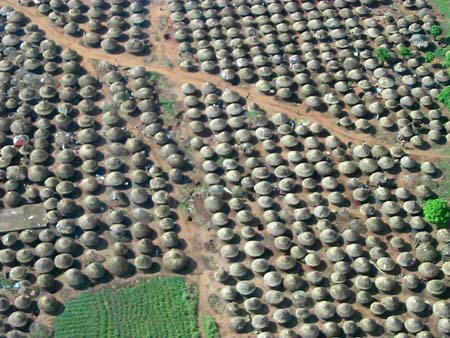
Le camp de déplacés de Kitgum vu du ciel (après 1996).

En 2010, la partie nord-ouest du district en a été séparée pour former celui de Lamwo.